# Pierre von Roubaix
Pierre von Roubaix (frz.: Pierre de Roubaix) (* 1. August 1415 in Herzelles; † 7. Juni 1498 in Roubaix) war Herr von Roubaix, einer kleinen Stadt im Norden von Frankreich. Sein Vater war Johann V. von Roubaix, seine Mutter Agnès de Herzelles.

## Leben
Pierre folgte dem Vorbild seines Vaters Johann V. von Roubaix und regierte die Herrschaft im damaligen Flandern und trug als enger Berater des Hauses von Burgund dazu bei, dessen Hegemonialpolitik in der Region durchzusetzen.
Er nahm in allen Kriegen, die seine Prinzen unterstützten, teil, sei es um neue Ländereien einzunehmen oder um die zu verteidigen, die ihnen durch den Vertrag von Arras des Jahres 1435 zugesprochen worden waren.
Seine Treue gegenüber dem Herzog von Burgund und der Einfluss seines Vaters machten ihn zu einem ständigen Gegner des französischen Königreiches. Seine Differenzen mit Jean von Lannoy, dessen beständige Loyalität gegenüber dem französischen König ihn mit Jean entzweite, machte aus Roubaix und dem Nachbarn Lannoy zwei langjährig verfeindete Städte.

### Pilgerfahrt ins Heilige Land
Angetrieben durch die starke religiöse Motivation der Zeit unternahm Pierre in dieser Zeit eine Pilgerfahrt ins Heilige Land und besuchte, ebenso wie sein Vater, die heiligen Stätten in Jerusalem, die Grabeskirche – wo er den Ritterschlag erhielt – und den Berg Sinaï.
Auf dem Rückweg besuchte er das Königreich Zypern und die Insel Rhodos. Danach reiste er an den Hof des Fürsten von Tarent und nach Neapel, wo er vom König empfangen wurde, der wie er die Kette des Ordens vom Goldenen Vlies trug.
Schließlich begab er sich nach Rom, wo er vom Papst empfangen wurde und die „Ewige Stadt“ erkunden konnte.

### Pierres Gestaltung der Stadt
Indem er das Erbe seines Vaters antrat, wurde Pierre de Roubaix zu einem der reichsten Grundbesitzer des Landes. Sein Vermögen sollte sich in den darauffolgenden Jahren vermehren. Er nutzte dieses Vermögen vor allem um sein Herrschaftsgebiet zu fördern.
Ein Archivar von Roubaix namens Théodore Leuridan schrieb im 19. Jahrhundert: „Das  bescheidene Türmchen genügte dem großen Herrn von Roubaix nicht mehr, den eine seltsame Vorliebe in seinem Herrschaftsgebiet von Roubaix bleiben ließ. Er ersetzte ihn durch einen vorzüglichen Wohnsitz, umgeben von Festungsmauern und einem doppelten Graben. Die Burg von Roubaix leistete den Bewohnern große Dienste, die sich mit ihrem Habe und ihrem Vieh dorthin zurückzogen, wenn das Land besetzt wurde.“
Als Wegbereiter für die Zukunft teilte Pierre von Roubaix den Bewohnern Ländereien für den Bau einer großen Wohnsiedlung zu. Diese frühe Siedlung wurde ausschließlich von Gräben und Hecken begrenzt.
In wenigen Jahren hatte Pierre de Roubaix die Siedlung zu einer Stadt heranwachsen lassen und wollte nun die Rechte erwerben dort Handel betreiben zu dürfen und die Herstellung von Waren zu ermöglichen.
Sein Freund, Herzog Karl der Kühne, überreichte ihm eine auf den 1. November 1469 datierte Urkunde, die der Stadt Roubaix das erste Privileg zur Herstellung erteilte. 
Die wohltätige Unterstützung von Pierre erstreckte sich bis zur Planung und Finanzierung des Baus der Pfarrkirche Saint-Martin, mit der er die neu erworbene Prominenz seines Herrschaftsgebietes hervorheben wollte. Er starb jedoch vor der Erbauung der Kirche. Die Errichtung des Kirchturms sollte nicht vor dem Jahr 1571 vollendet werden.

### Späte Jahre
Nach dem Tod Karls dem Kühnen, schlossen dessen Tochter, Maria von Burgund und Ludwig XI. ein Abkommen, worauf sich Pierre de Roubaix auf seine Burg in Roubaix zurückzog und nur noch um interne Projekte und Familienangelegenheiten kümmerte.
So ließ er in Erinnerung an seine Pilgerfahrt ins Heilige Land die Kapelle des Heiligen Grabes bauen, die sich damals auf dem nördlichen Teil des heutigen Place de la Liberté erhob und später durch einen Brand vernichtet wurde. Dieser Kapelle fügte Pierre ein Hospiz an, in dem sieben alte Mitglieder der Pfarrgemeinde Unterkunft fanden.
Pierre von Roubaix starb in seiner Burg am 7. Juni 1498 im Alter von 83 Jahren.

## Familie
Pierre von Roubaix hatte eine Schwester namens Jeanne de Roubaix, die mit Antoine I. de Croÿ (1390–1475), Graf von Porcéan verheiratet wurde.
Pierre hinterließ nur eine Tochter namens Isabella. Da ihr Sohn François in jungen Jahren starb, endete mit ihr das Haus von Roubaix. Durch ihre Hochzeit mit Jacques de Luxembourg fiel das Erbe in der darauffolgenden Generation in die Hände der Familie von Werchin.